# Сыртинское сельское поселение
Сыртинское се́льское поселе́ние — муниципальное образование в Кизильском районе Челябинской области Российской Федерации. В рамках административно-территориального устройства муниципальное образование  соответствует административно-территориальной единице Сыртинский сельсовет.
Административный центр — посёлок Сыртинский.

## История
Статус и границы сельского поселения установлены Законом Челябинской области от 17 сентября 2004 года № 276-ЗО «О статусе и границах Кизильского муниципального района и сельских поселений в его составе»

## Население
| 2002  | 2010  | 2011  | 2012  | 2013  | 2014  | 2015  |
| ----- | ----- | ----- | ----- | ----- | ----- | ----- |
| 1959  | ↗1995 | ↘1991 | ↘1983 | ↘1951 | ↗1952 | ↘1933 |
| 2016  | 2017  | 2018  | 2019  | 2020  | 2021  |       |
| ↘1929 | ↘1894 | ↘1858 | ↘1839 | ↘1784 | ↘1656 |       |

## Состав сельского поселения
| № | Населённый пункт | Тип населённого пункта          | Население |
| - | ---------------- | ------------------------------- | --------- |
| 1 | Новоильинская    | деревня                         | ↘9        |
| 2 | Сыртинский       | посёлок, административный центр | ↗1421     |
| 3 | Увальский        | посёлок                         | ↗565      |